# عائلة برنولي
عائلة برنولي (بالإنجليزية: Bernoulli)‏، هي عائلة سويسرية يعود أصلها من مدينة أنتويرب وذاع صيتها في القرن الثامن عشر في الرياضيات والعلوم، فقد ظهر فيها عدد لافت جدًا للنظر من الرياضيين والعلميين البارعين. وقد تتم تهجئة الاسم خطأ Bernouilli بإضافة i بعد حرف u وقد ينطق بهذا الشكل أيضا.

## بعض من أفراد العائلة
- ياكوب بيرنولي، (1654–1705). عالم رياضيات سُميت أعداد برنولي نسبة إليه.
- يوهان بيرنولي، عالم رياضيات.
- دانييل برنولي
- يوهان الثاني برنولي

## بعض الإسهامات التي سميت على اسم العائلة
- معادلة بيرنولي التفاضلية
- توزيع برنولي
- عدد بيرنولي
- مبدأ بيرنولي